# Félicie Affolter
Félicie Affolter (* 22. Februar 1926 in St. Gallen als Félicie Doris Maria Affolter; † 5. November 2024 in Disentis) war eine Schweizer Psychologin, Psychotherapeutin, Logopädin und Gehörlosenlehrerin.

## Werdegang
Félicie Affolter studierte nach ihrer Ausbildung zur Logopädin Psychologie, unter anderem bei Jean Piaget an der Universität Genf. 1959 studierte sie Sprachpathologie, Audiologie und Psychologie an der University of Minnesota und arbeitete anschließend an der Pädaudiologischen Abteilung des Kantonspitals St. Gallen. 1970 promovierte Affolter an der Pennsylvania State University über Developmental aspects of auditory and visual perception: an experimental investigation of central mechanisms of auditory and visual processing. 1976 gründete sie in St. Gallen eine Stiftung zur Erforschung und Behandlung von Wahrnehmungsstörungen (etwa mit Autismus) zusammen mit einer Förderschule. Sie lehrte an Universitäten und klinischen Einrichtungen in Europa und den USA.
Sie starb im November 2024 im Alter von 98 Jahren in ihrer Wahlheimat Disentis im Kanton Graubünden.

## Affolter-Modell
Während ihrer langjährigen klinischen Arbeit mit wahrnehmungsgestörten Kindern und Erwachsenen entwickelte sie das eigene Entwicklungsmodell und Therapiekonzept Affolter-Modell, auch „Gespürte Interaktionstherapie“ genannt. Handlungsabläufe, die von Patienten mit Wahrnehmungsproblemen nicht ausführbar sind, werden dabei gemeinsam mit dem Therapeuten ausgeführt. Ihre Grundidee war: Die gespürte Interaktion im Alltag vermittelt dem Kleinkind die ersten Erfahrungen über die Welt; konnten diese nicht ausreichend oder effektiv gespeichert werden, können sich weitere Störungen der Wahrnehmung und des Spracherwerbs und weiterer kognitiver, wie auch sozialer Leistungen ergeben; eine Therapie derselben muss ursächlich somit wieder beim Spüren ansetzen.
Diese Therapie ermöglicht es den Patienten, praktisch und alltagsbezogen zu lernen. Bei gestörter Wahrnehmung kann man durch gezieltes Führen an Händen und Körper während alltäglicher Geschehnisse zur Verbesserung der gespürten Informationssuche beitragen. Führen bedeutet, dass eine andere Person mit dem Körper des Patienten Handlungen so ausführt, dass gemeinsam Beziehungen zwischen Patient und Umwelt hergestellt werden. Durch diese geführten Interaktionserfahrungen werden motorische, kognitive und emotionale Leistungen gefördert.
Das Arbeiten nach Affolter gehört mittlerweile zu den wichtigsten therapeutischen Ansätzen in der Arbeit mit schwer wahrnehmungsgestörten Patienten.
Für die Behandlung demenziell erkrankter Menschen hat die Ergotherapeutin Gudrun Schaade das Affolter-Modell an die Bedürfnisse der Betroffenen angepasst und in das von ihr entwickelte Förderkonzept integriert.

## Auszeichnungen
2008 hat das Center for Cognitive Sciences der University of Minnesota Félicie Affolter für ihr Lebenswerk mit dem Distinguished Leadership Award for Internationals ausgezeichnet.

## Publikationen (Auswahl)
- Wahrnehmung, Wirklichkeit und Sprache, Neckar-Verlag, Villingen-Schwenningen 2007 (10. unveränderte Auflage; Erstausgabe 1987), ISBN 978-3-7883-0255-9.
  - Perception, interaction and language. Interaction of daily living. The root of development, Springer Verlag, Berlin 1991, ISBN 3-540-51150-4.
- Nichtsprachliches Lösen von Problemen in Alltagssituationen bei normalen Kindern und Kindern mit Sprachstörungen (= Wissenschaftliche Beiträge aus Forschung, Lehre und Praxis zur Rehabilitation von Menschen mit Behinderungen, Band 51), Neckar-Verlag, Villingen-Schwenningen 2007, ISBN 978-3-7883-0293-1.
- mit Walter Bischofberger: Gespürtes Wirken in der Wirklichkeit, Neckar-Verlag, Villingen-Schwenningen 2013, ISBN 978-3-7883-1226-8.